# 周厚复
周厚复（1902年8月17日—1970年5月17日），男，江苏江都人，中国有机化学家，化学教育家。

## 生平
1902年8月17日生于江苏省江都。1922年毕业于江苏扬州省立第五师范学校，随后进入厦门大学化学系学习，后转入国立东南大学化学系。1929年赴法国巴黎大学攻读有机化学，1932年获得博士学位，此后转入德国柏林大学从事毒气研究。
1933年应浙江大学化学系系主任郦坤厚邀请，在浙大教授有机化学。1934年起任浙大化学系系主任。1940年任贵州农工学院筹备委员会委员。1943年周先生转任四川大学理学院院长，随后赴英国伦敦大学进修。由于受到德国飞机轰炸的惊恐，又加上学术成果几次被剽窃，周先生受到重大打击，罹患精神分裂症。
周厚复最早在中国探讨电子学说在有机化学中的应用。1944年他撰写的有关原子结构理论的论文，被英国皇家学会推荐为诺贝尔化学奖评选论文。
1948年周厚复先生移居台湾，任台北工业试验所有机研究室主任。
1970年5月17日因肝病辞世于台北。